# Phòng ngừa ung thư
Phòng ngừa ung thư là thực hành các biện pháp tích cực nhằm giảm tỷ lệ mắc ung thư và tử vong. Việc thực hành phòng ngừa phụ thuộc vào cả những nỗ lực cá nhân nhằm cải thiện lối sống, tìm kiếm sàng lọc phát hiện sớm, và chính sách kinh tế xã hội hay chính sách liên quan đến phòng ngừa ung thư. Toàn cầu hóa phòng ngừa ung thư được xem là một mục tiêu quan trọng do có khả năng áp dụng vào cộng đồng lớn, giảm tác động dài hạn của bệnh ung thư bằng cách thúc đẩy thực hành các hành vi sức khỏe chủ động, nhận thức về hiệu quả chi phí và khả năng chi trả cho tất cả các tầng lớp kinh tế xã hội.
Đa số các trường hợp mắc ung thư là do phơi nhiễm các yếu tố nguy cơ về môi trường, và phần nhiều, nhưng không phải là tất cả, những yếu tố môi trường này là những lựa chọn lối sống có thể kiểm soát được. Có thể ngăn ngừa hơn 75% trường hợp tử vong do ung thư bằng cách tránh các yếu tố nguy cơ bao gồm: thuốc lá, thừa cân/ béo phì, chế độ ăn uống không đầy đủ, lối sống ít vận động, rượu bia, nhiễm trùng lây truyền qua đường tình dục và ô nhiễm không khí. Không phải tất cả các nguyên nhân môi trường đều có thể kiểm soát được, chẳng hạn như bức xạ nền xảy ra tự nhiên và những trường hợp ung thư khác gây ra thông qua các rối loạn di truyền. Các kỹ thuật chỉnh sửa gen hiện tại đang được phát triển có thể đóng vai trò là biện pháp phòng ngừa trong tương lai. Các biện pháp sàng lọc phòng ngừa trong tương lai có thể được cải tiến thêm nhiều bằng việc giảm thiểu xâm lấn và tăng tính đặc hiệu bằng cách tính đến yếu tố sinh học cá nhân, còn được gọi là "sàng lọc ung thư cá nhân hóa dựa trên dân số".